# Claude Rahir

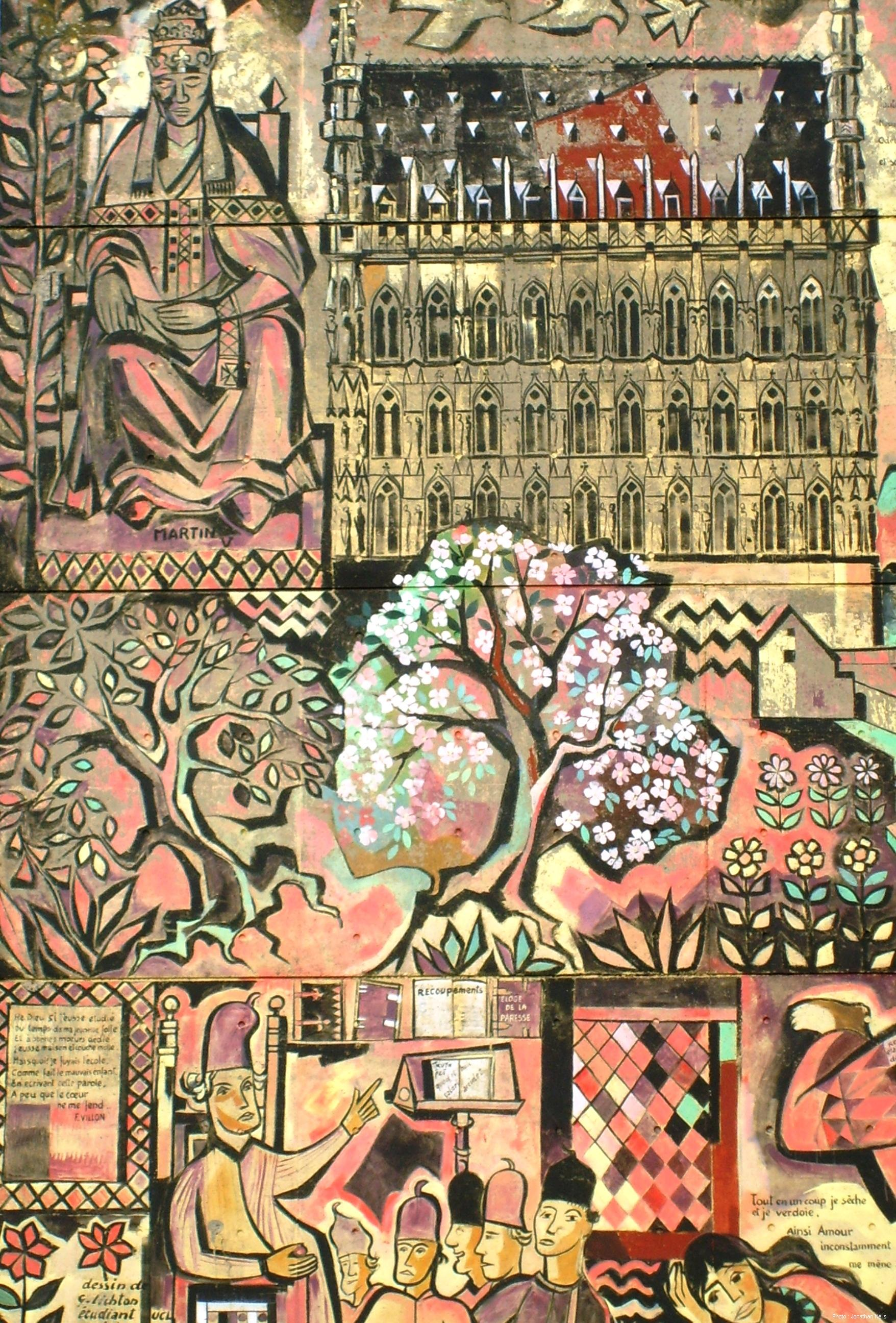
Petites histoires d'une grande université, peinture murale (Louvain-la-Neuve, 1984).

Claude Rahir (Verviers, 17 décembre 1937 – Nodebais, 14 février 2007) est un artiste belge.

## Carrière
Outre des peintures à l'huile, sculptures, aquarelles, encres de Chine, Claude Rahir a réalisé un grand nombre d'œuvres monumentales, peintures murales ou mosaïques, en Belgique (Hall d'entrée hôpital Saint-Luc à Woluwé, Hall d'entrée Hôpital Saint-Jean à Bruxelles, Place Vinâve d'île à Liège, Place Agora à Louvain-la-Neuve, Centre culturel d'Ottignies-Louvain-la-Neuve, Centre spatial ESA à Redu), Italie (Parco della Pace, Ravenna), Corée (Musée d'art moderne, symposium 1987), Japon (Wakamatsu et Funabashi), Bolivie (Yurack Casa), Jamaïque (Kingston, Université of West Indies et bâtiment des Mass communication), Guyane française (Centre spatial européen à Kourou) .

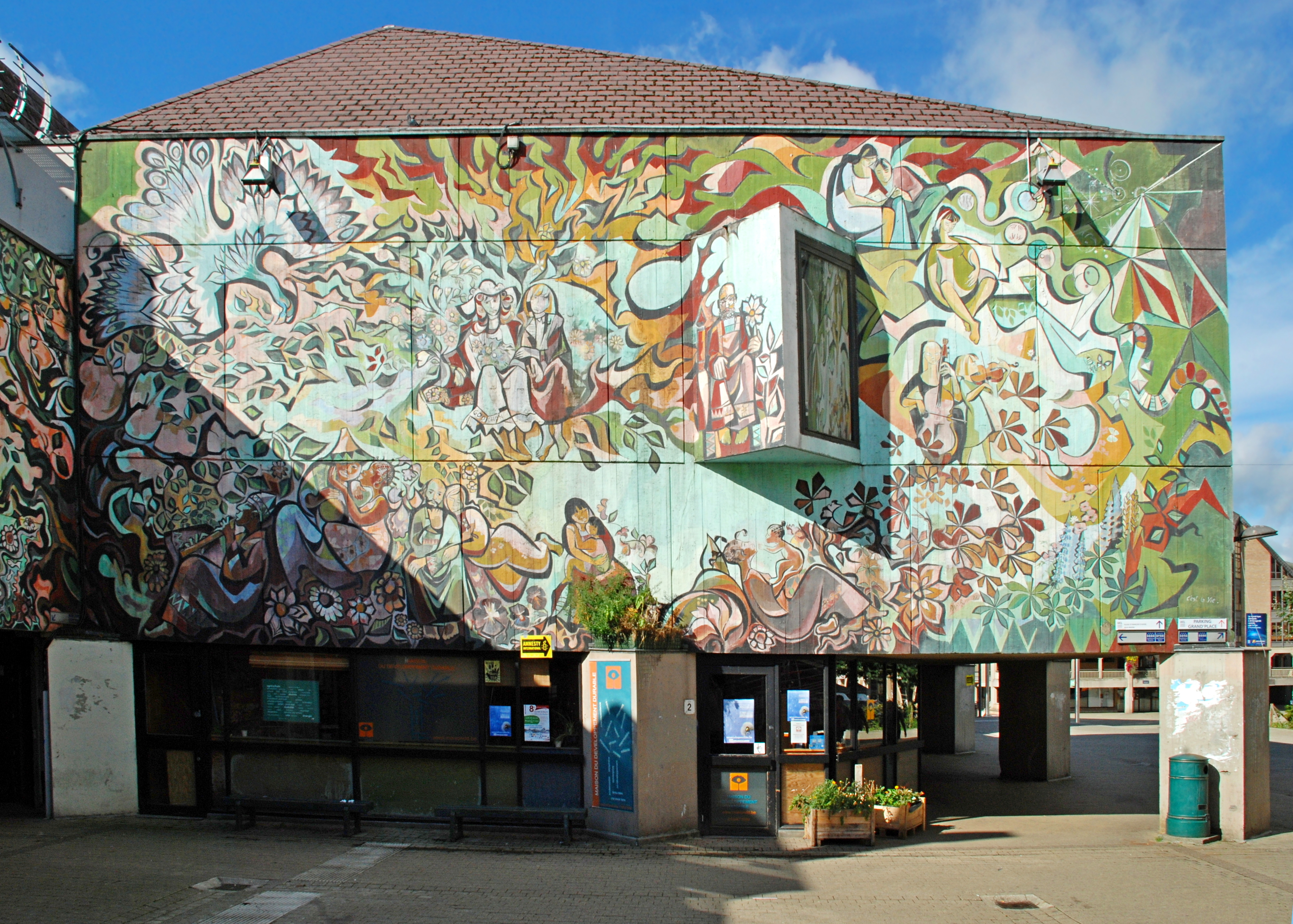
C'est la Vie (Auditoires Agora, Louvain-la-Neuve).

## Œuvres

### Louvain-la-Neuve

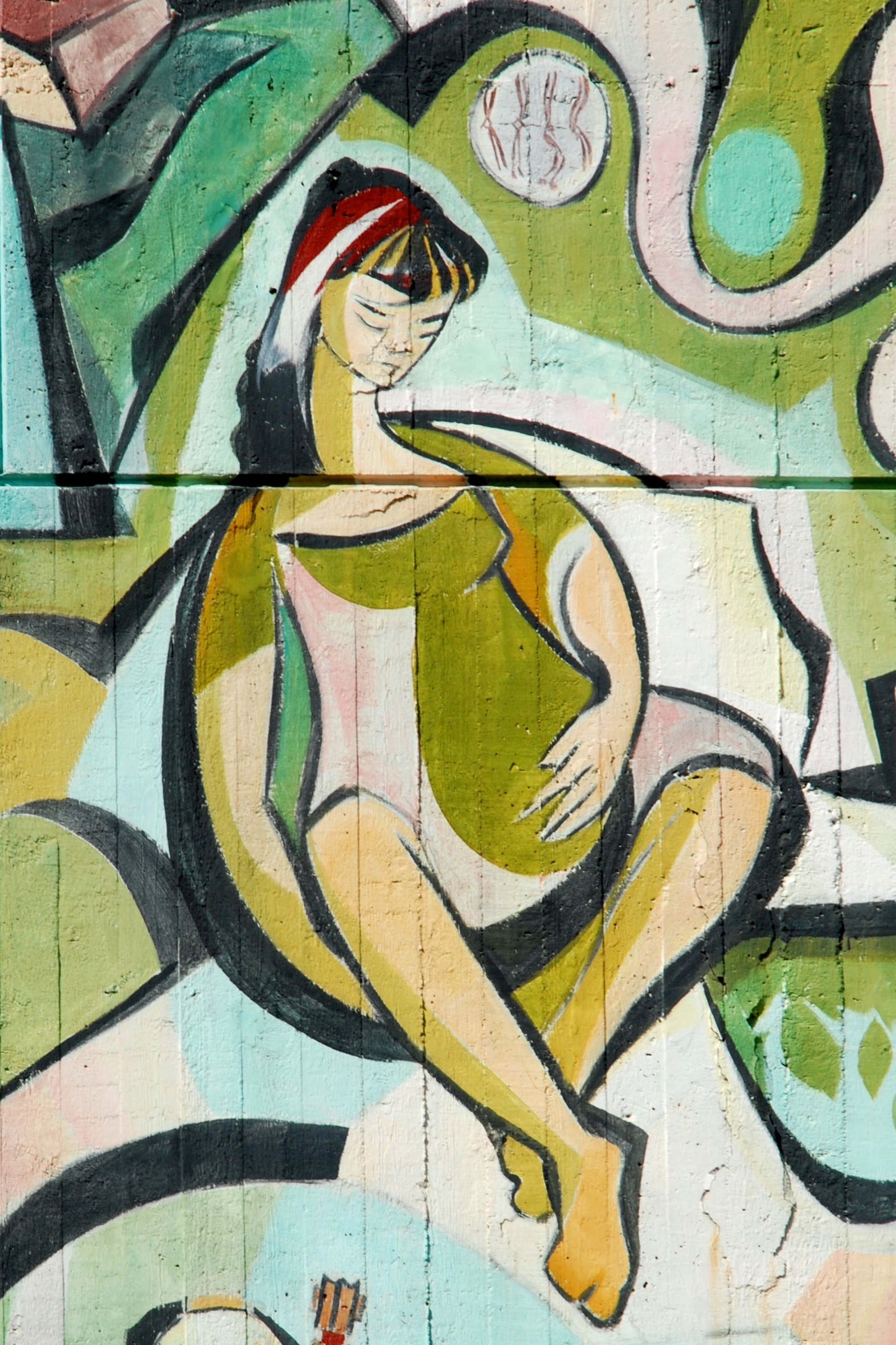
Femme enceinte.

Les Auditoires Agora et les Auditoires Studio Agora sont ornés de peintures murales de grande taille que l'on peut sans exagérer qualifier de fresques.

#### C'est la Vie
La façade orientale des Auditoires Agora, orientée vers la place Agora et la Grand-Rue, est ornée d'une immense peinture murale de 110 m2 réalisée par Claude Rahir et intitulée C'est la Vie,, selon la signature de Rahir, mais également connue dans les sources comme Les âges de la vie ou Les saisons de la vie.
L'artiste a peint la plus grande partie de cette fresque en 1977 et en a complété la partie droite près de vingt ans plus tard, lors d'une restauration effectuée en 1995. L'œuvre est d'ailleurs signée et datée deux fois : Rahir 77 au bas de la fresque, à la verticale sous la fillette au violon, et C'est la Vie. Cl. Rahir 95 à l'extrémité droite.
Sur un fond à dominante verte orné de nombreux motifs végétaux et d'un immense oiseau blanc dans le coin gauche, la fresque représente les différentes saisons de la vie, à travers de nombreuses scènes comme un couple en train de lire, une femme enceinte, une jeune femme jouant du violoncelle accompagnée d'une fillette jouant du violon, une maman et son enfant, un couple d'âge mur. Outre ces scènes de la vie, la fresque représente également des personnages religieux, comme un ecclésiastique jouant de la flûte.

C'est la Vie
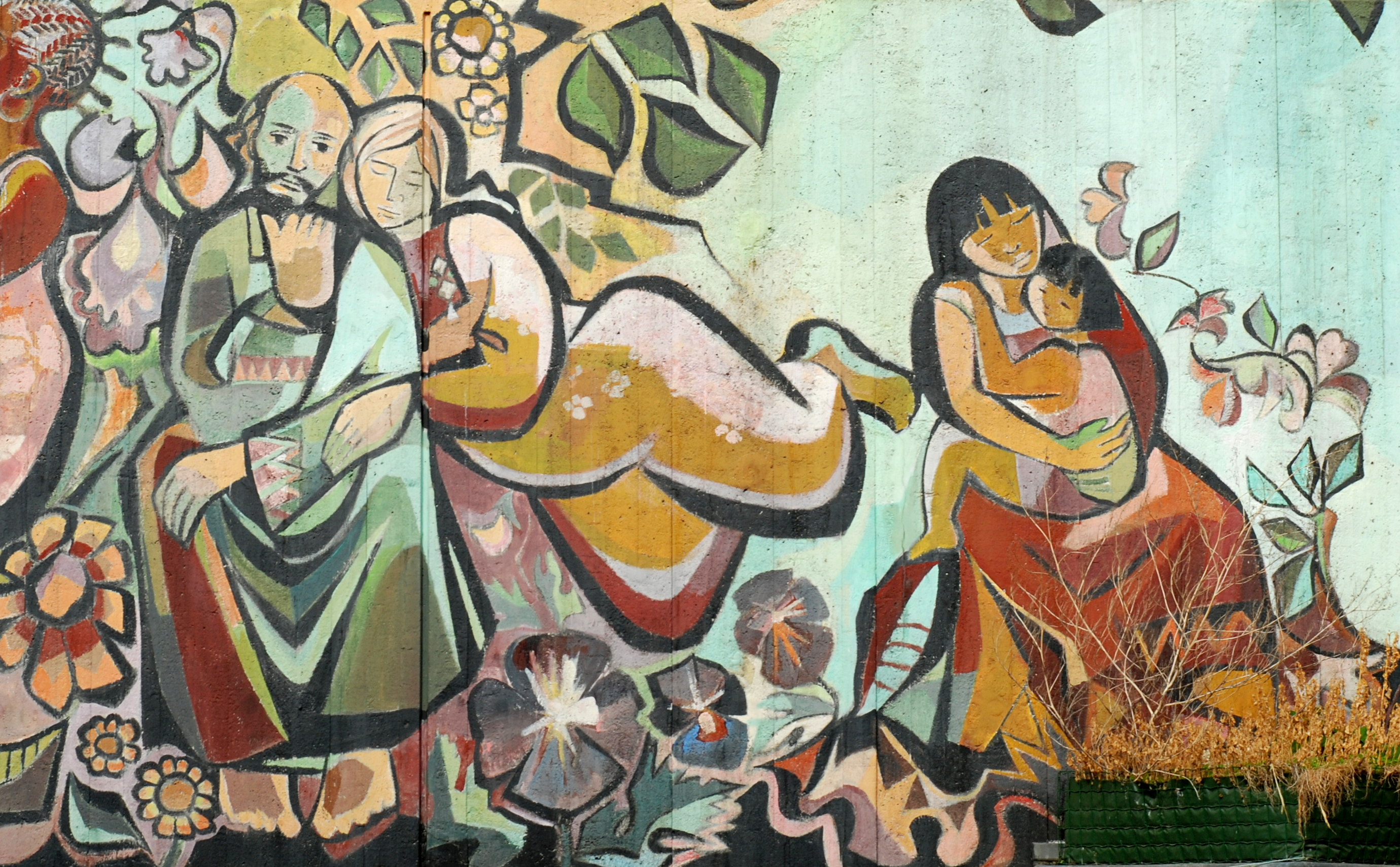
Couple et mère à l'enfant.
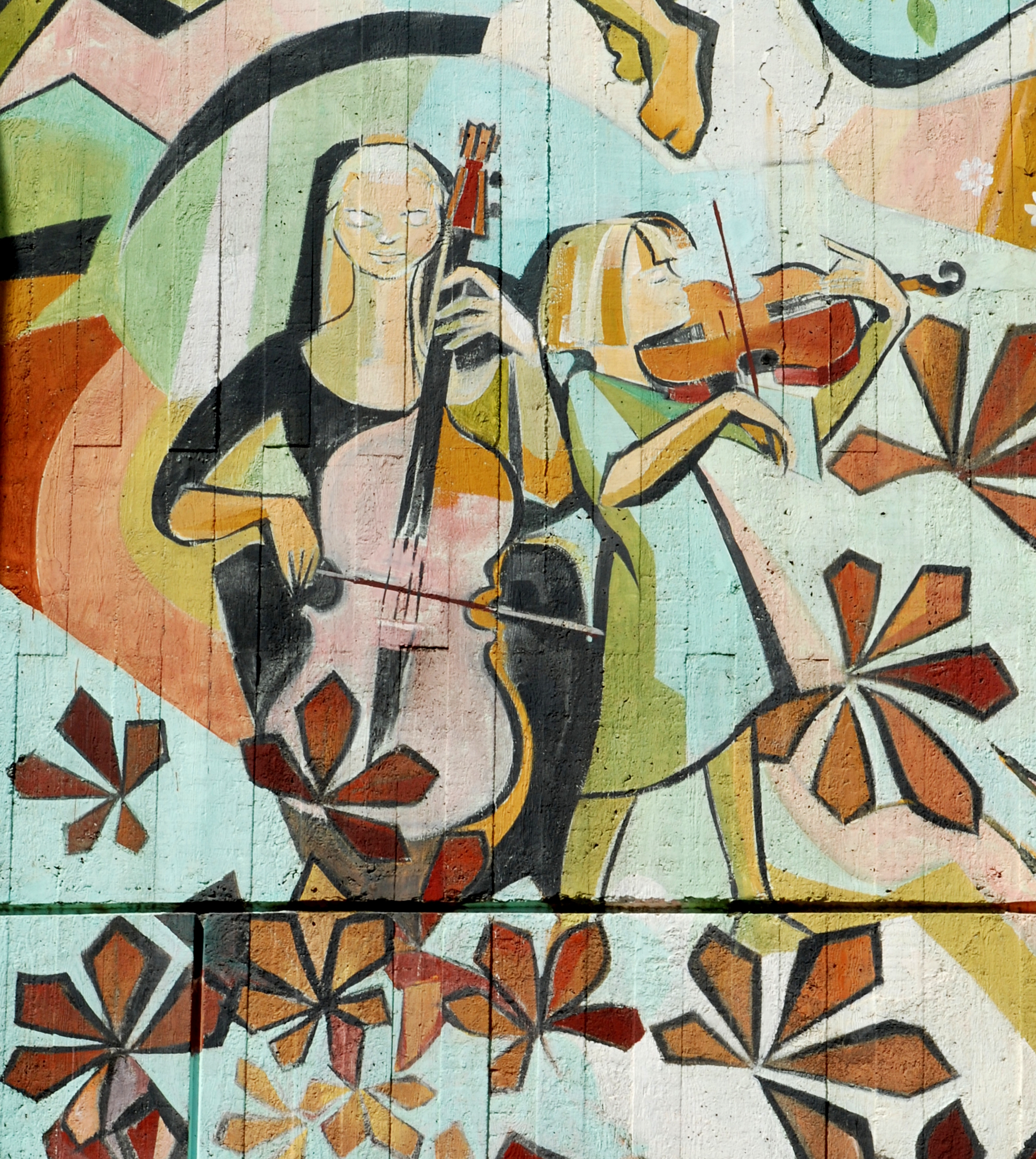
Musiciennes.
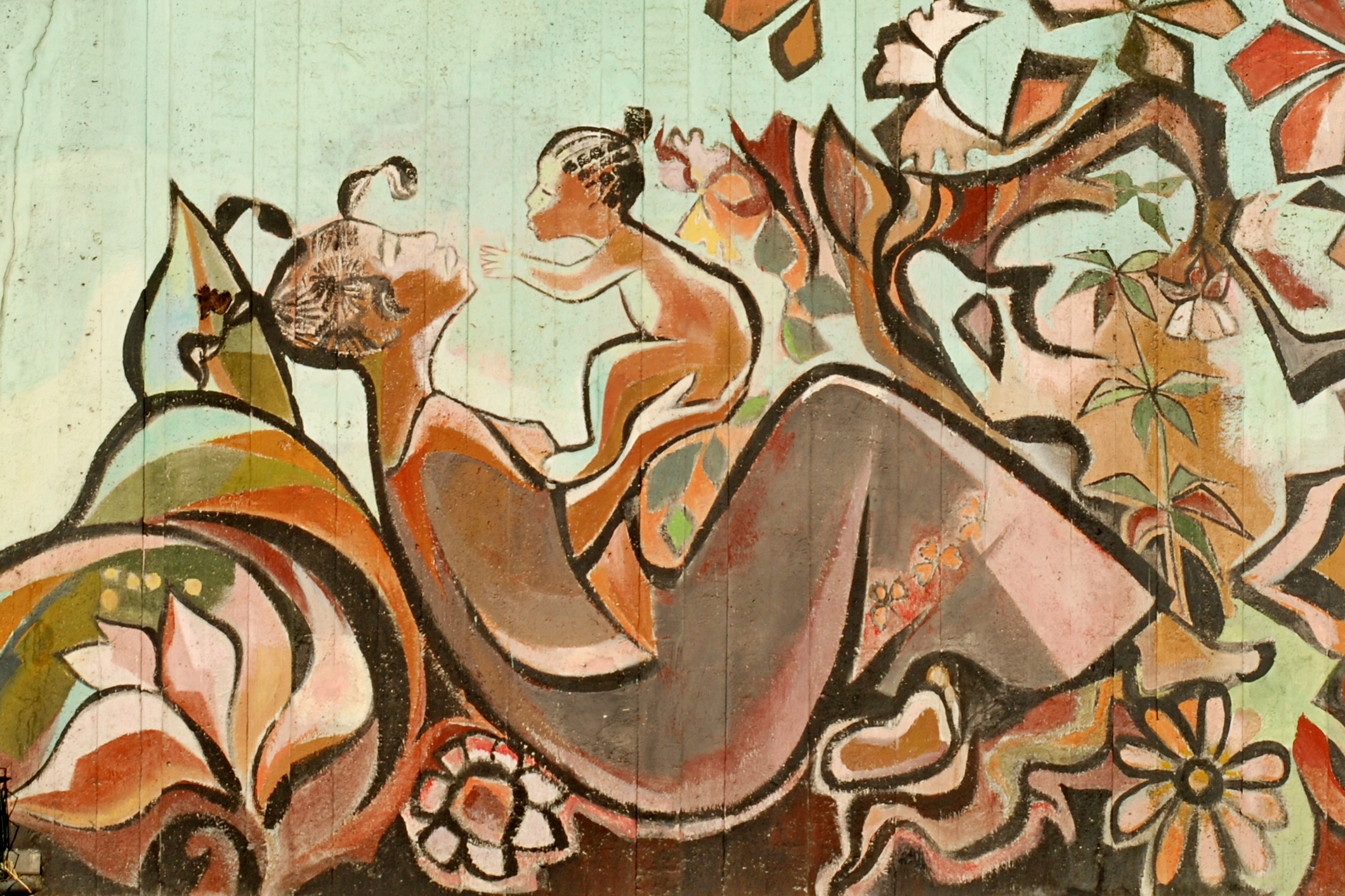
Maman jouant avec son enfant.

#### Petites histoires d'une grande université

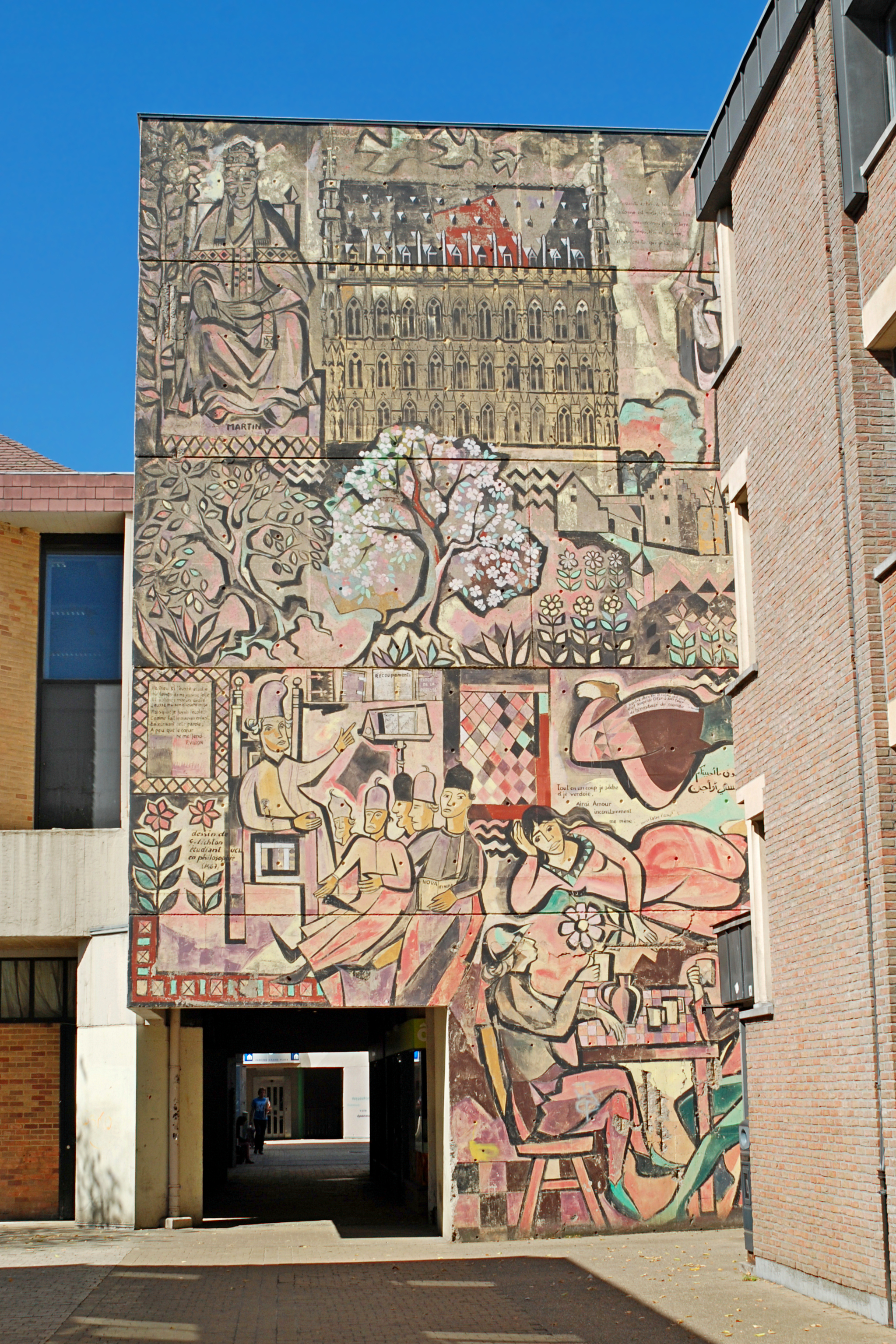
Petites histoires d'une grande université.

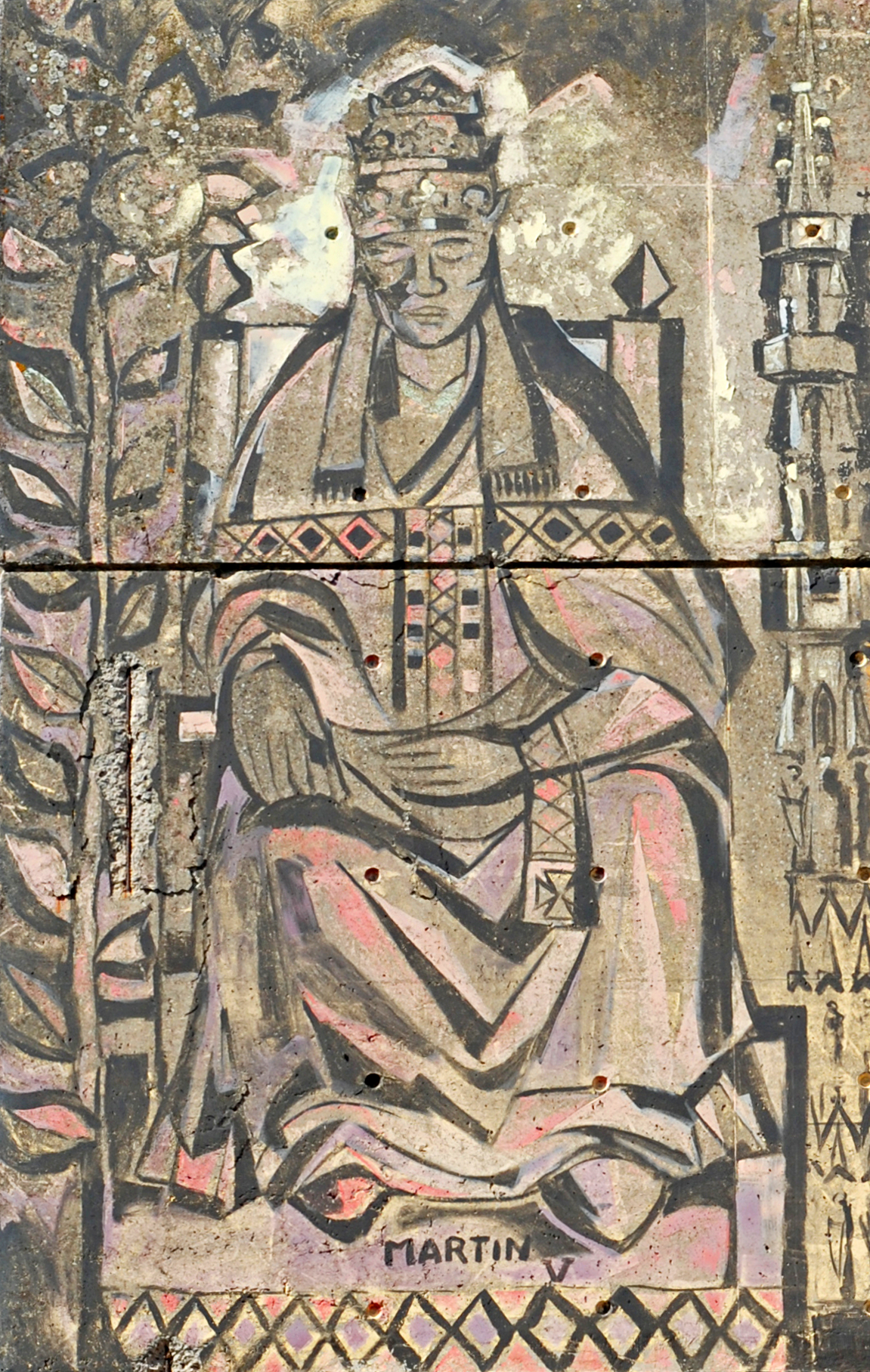
Martin V.

Le pan de mur situé à l'arrière des Auditoires Studio Agora au-dessus de la rue de la Lanterne Magique est orné d'une autre grande fresque de Claude Rahir appelée Petites histoires d'une grande université.
Cette peinture murale est tout ce qui reste d'une immense fresque de 60 m de long et de 13 mde haut, d'une superficie de 668 m2 réalisée par Claude Rahir en 1984 et recouverte en 1991 à plus de 90 % lors de la construction du bâtiment de l'Institut d'administration et de gestion (IAG - Collège des Doyens),,,,. 
On peut voir une photo de l'état initial de la fresque de 60 m de long sur le siteweb de l'UCLouvain ainsi que les sites Trompe l'œil et BD Murales,.
Comme l'explique l'historienne Mélanie De Groote, la réalisation de la fresque est une initiative personnelle de l'artiste qui voulait embellir l'énorme surface grise constituée par le mur arrière de ce qui était alors le cinéma « Studio Agora ». Pour son travail, Rahir ne demande à l'UCL que l'équivalent de la somme nécessaire pour peindre le mur en blanc. Selon De Groote « le premier tiers de la composition suivait un plan préalablement soumis aux autorités académiques. La deuxième partie, soit les deux derniers tiers, s'est construite au jour le jour ». L'historienne précise que « Claude Rahir a également invité les étudiants à inscrire sur son œuvre quelques vers d'un poème d'amour de leur choix ».
Pour peindre sa fresque, Rahir travaille dans une nacelle suspendue, sans recul et sans possibilités de retouches. Il se repère sur les points de serrage du coffrage, disposés tous les 40 cm.
Quatre ans seulement après la réalisation de la fresque, l'UCL décide de construire l'Institut d'administration et de gestion (IAG - Collège des Doyens), qui masque depuis 90% de l'œuvre. La peinture murale n'est pas été détruite : elle existe toujours, protégée par une couche de frigolite, mais elle est invisible.
La fresque raconte l'histoire de l'Université de 1425 à 1980,, et se lit comme une bande dessinée.  
La première partie de la peinture murale décrit l'Université ancienne, basée à Louvain, tandis que la deuxième partie décrit l'UCL à Louvain-la-Neuve et à Louvain-en-Woluwe (Bruxelles).
La partie restée visible correspond environ au quart de la première partie. La fresque se lisant de gauche à droite, c'est donc le tout début de l'histoire qui a été préservé.
Comme le souligne l'historienne Mélanie De Groote, « La fresque s'ouvre sur l'acte fondateur de l'université ». On y voit le pape Martin V, assis sur un trône et coiffé de la tiare, tenant sur les genoux un document qui serait la bulle de fondation de l'Université de Louvain le 9 décembre 1425. 
À la droite de Martin V est représenté l'hôtel de ville de Louvain,, et sous lui sont figurés les premiers enseignements délivrés par l'Université, avec un professeur et des étudiants médiévauxselon un dessin réalisé en 1467 par « G. Lichton étudiant UCL en philosophie ». À côté de cette scène, une jeune femme est représentée allongée sous un poème de Louise Labe (1526) : Tout en un coup je sèche et je verdoie. Ainsi Amour inconstamment me mène.
La partie cachée de la première partie de la fresque représente entre autres une Sedes Sapientiae haute de 10 mètres, les halles universitaires de Louvain et des personnages contemporains des premiers temps de l'université comme Léonard de Vinci ou Christophe Colomb.
La deuxième partie (complètement cachée) est consacrée, entre autres, au patrimoine wallon, aux sites de l'UCL à Louvain-la-Neuve et à Louvain-en-Woluwe, à l'ancienne bibliothèque des Sciences et à la recherche à l'UCL (Georges Lemaître et la théorie du Big Bang, le cyclotron de Louvain-la-Neuve…).

Petites histoires d'une grande université
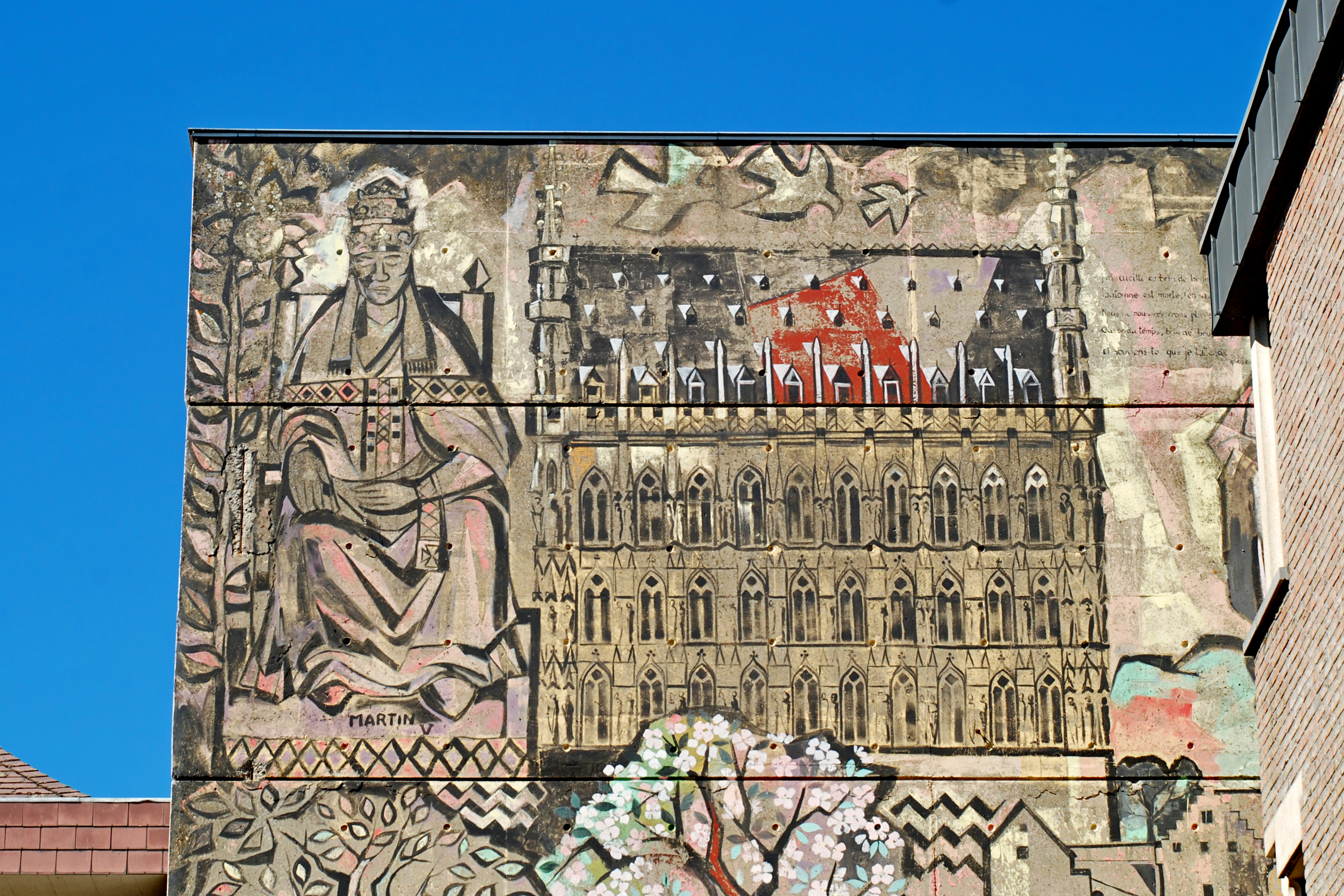
Martin V et l'hôtel de ville de Louvain.
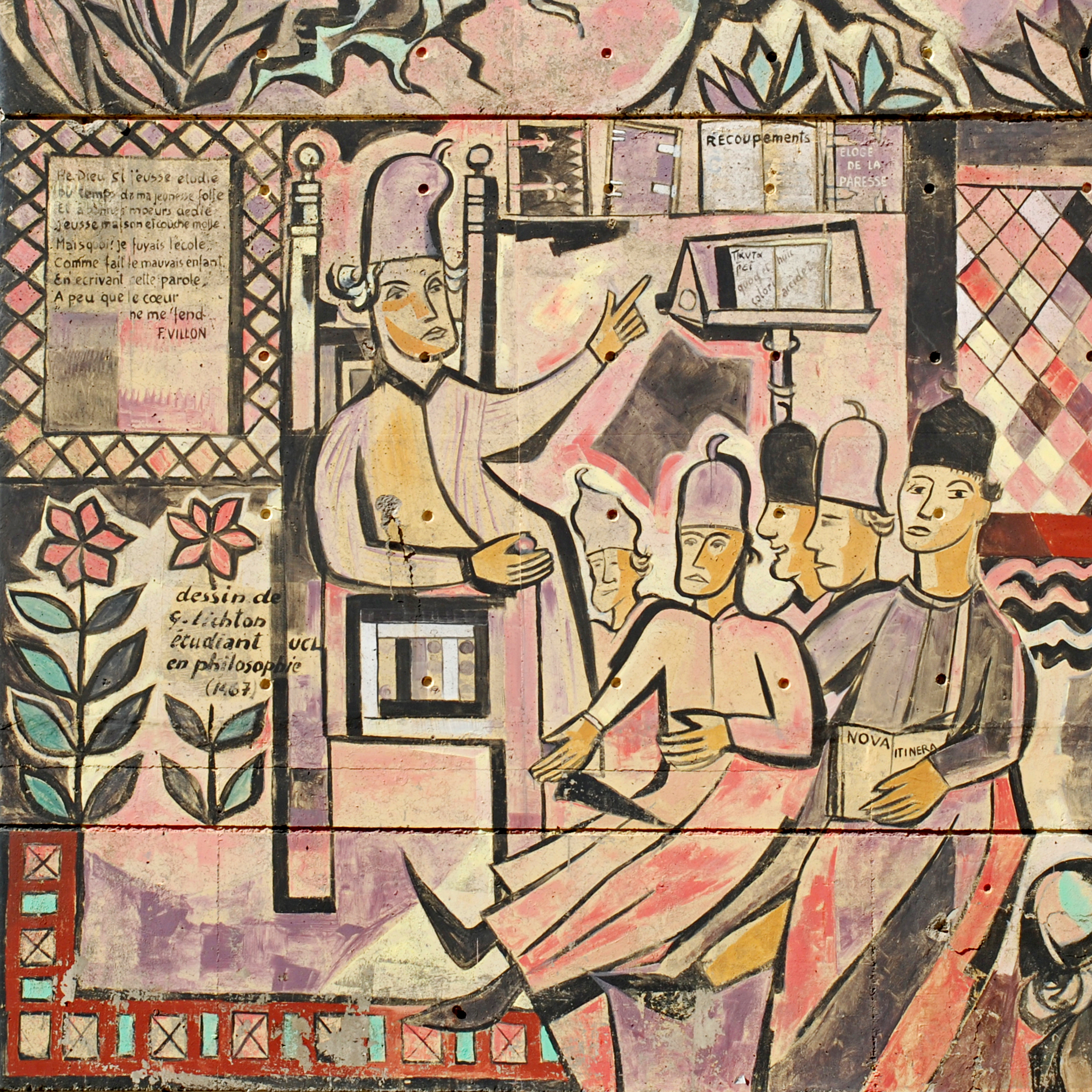
Professeur et étudiants médiévaux.
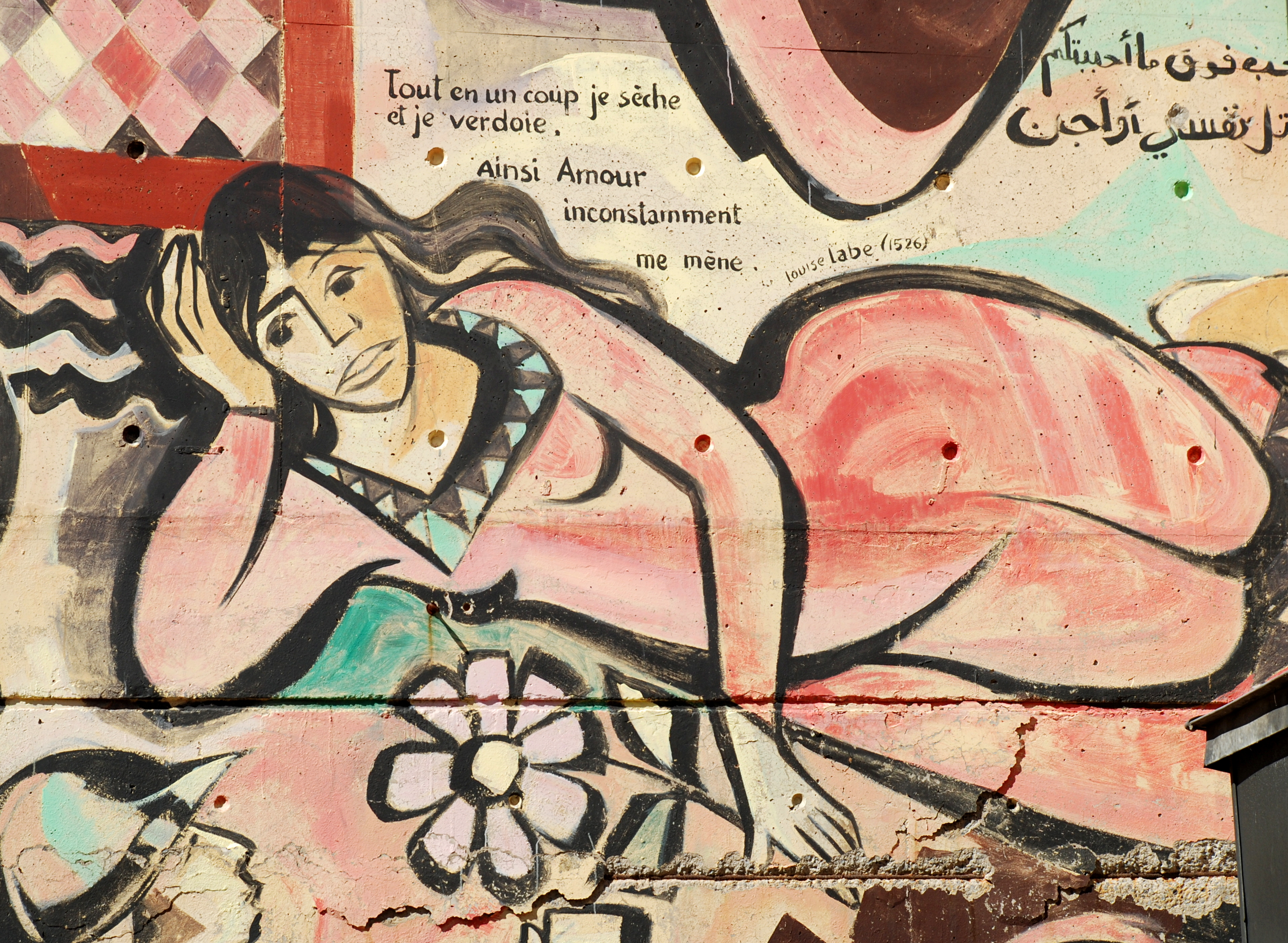
Tout en un coup je sèche et je verdoie.

### Ottignies: «La Liesse populaire»

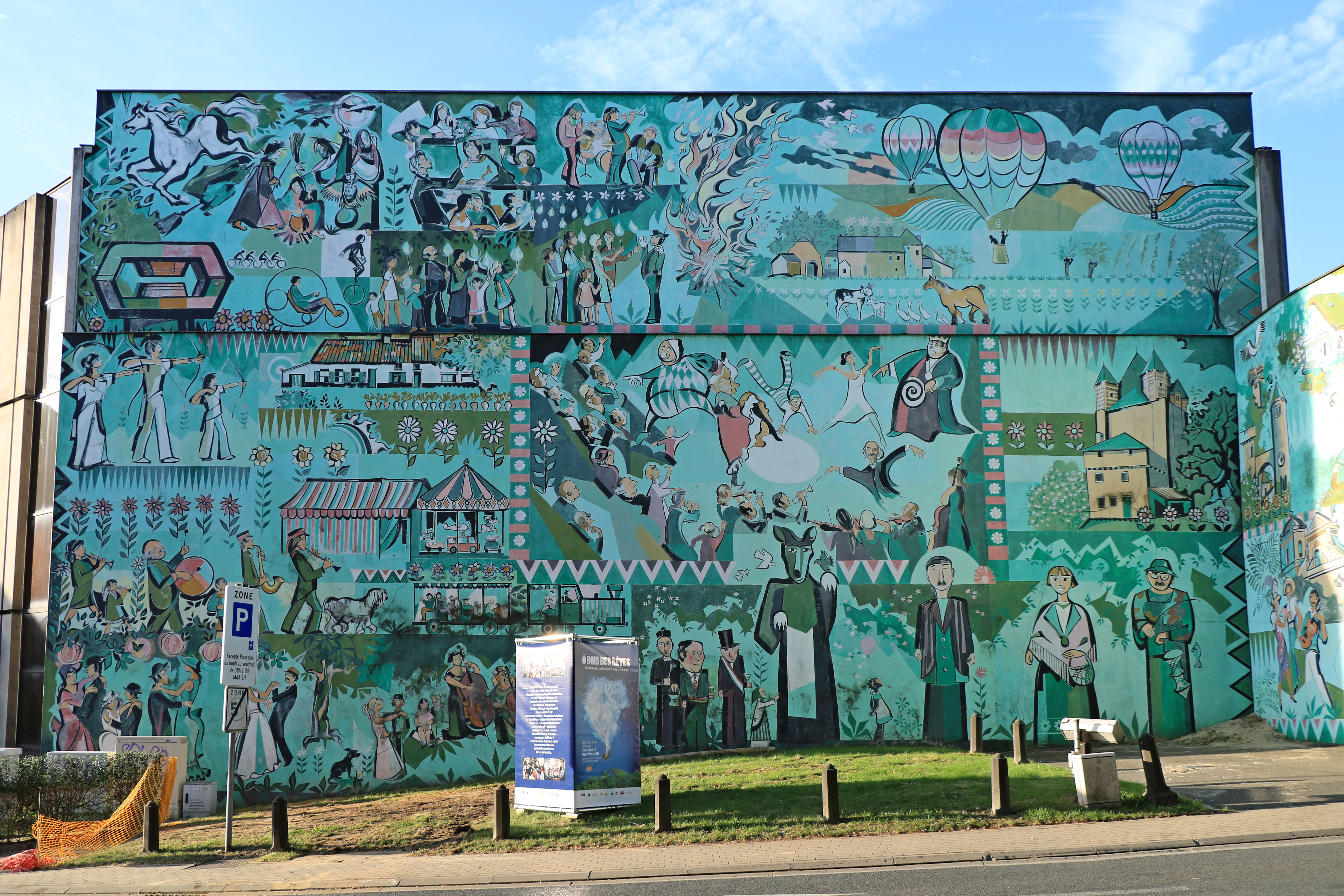
« La Liesse populaire ».

Au coin de l'avenue des Combattants et de la rue du Roi Albert, le Centre culturel d'Ottignies-Louvain-la-Neuve à Ottignies présente un mur aveugle qui était initialement gris, nu et sinistre : la ville décida donc de l'égayer au moyen d'une peinture murale, elle qui a toujours été soucieuse de la rencontre entre l'art et le public, comme en témoigne la convention qui dit que toute entreprise qui s'installe à Louvain-la-Neuve doit consacrer à l'art 2 % de ses investissements.
Depuis 1993, ce mur est orné d'une vaste peinture murale de 450 m2 de Claude Rahir intitulé « La Liesse populaire », évoquant le folklore de l'entité,,
. Claude Rahir a déambulé dans l'entité ottintoise pour y découvrir les gens, les traditions, le folklore. Il a ensuite passé trois mois sur ses échafaudages à partir de janvier 1993 pour réaliser cette fresque.

#### Pan de mur principal
La fresque qui orne le pan de mur principal met en scène de nombreux éléments du folklore et du patrimoine d'Ottignies-Louvain-la-Neuve, comme les départs de montgolfières depuis la place Communale de Céroux, le château-ferme de Moriensart, le cœur du premier cyclotron belge (1947) exposé près du cyclotron de Louvain-la-Neuve, des fanfares, des concerts, des bals, des défilés aux flambeaux, une kermesse…

« La Liesse populaire »
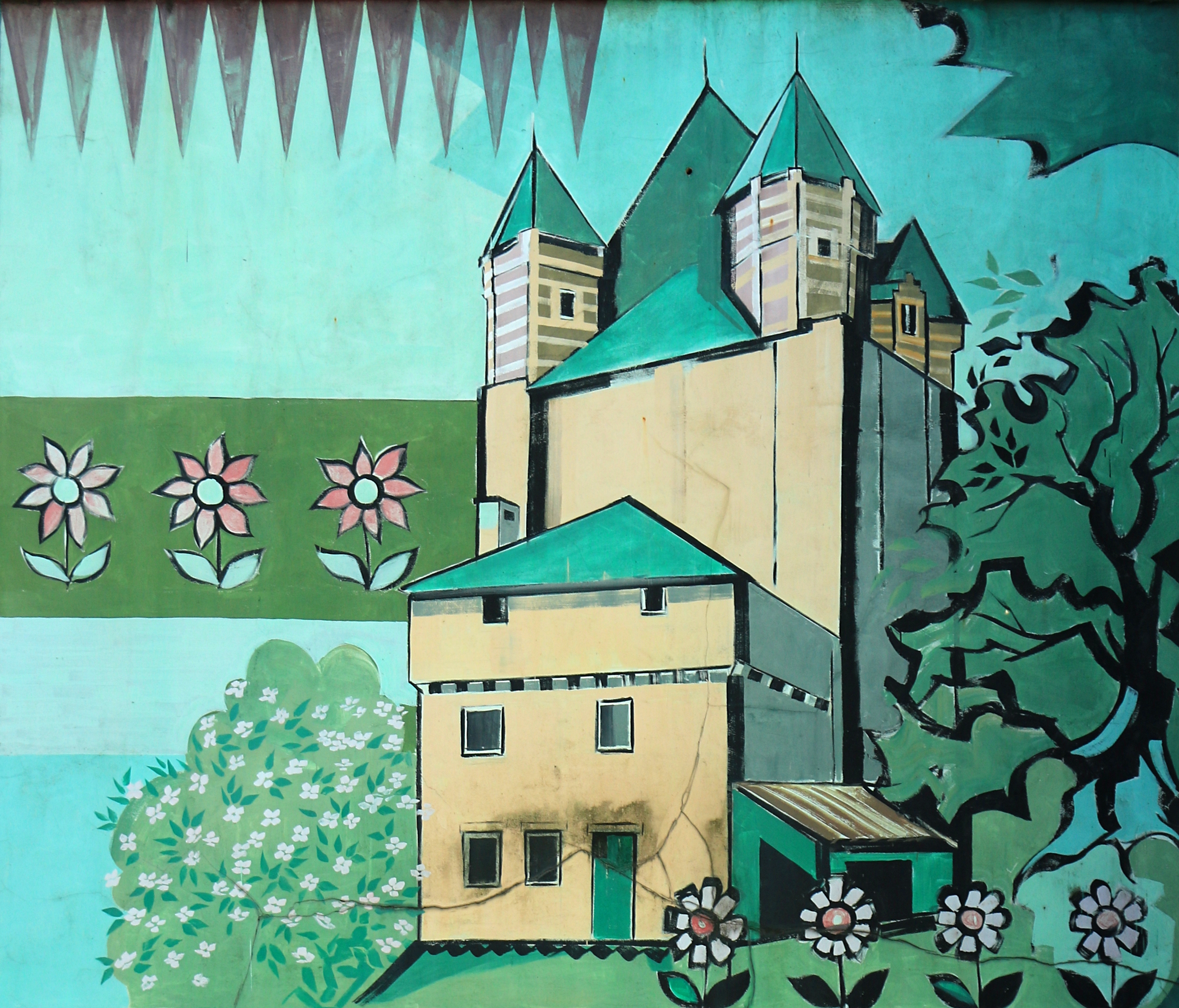
La tour de Moriensart.
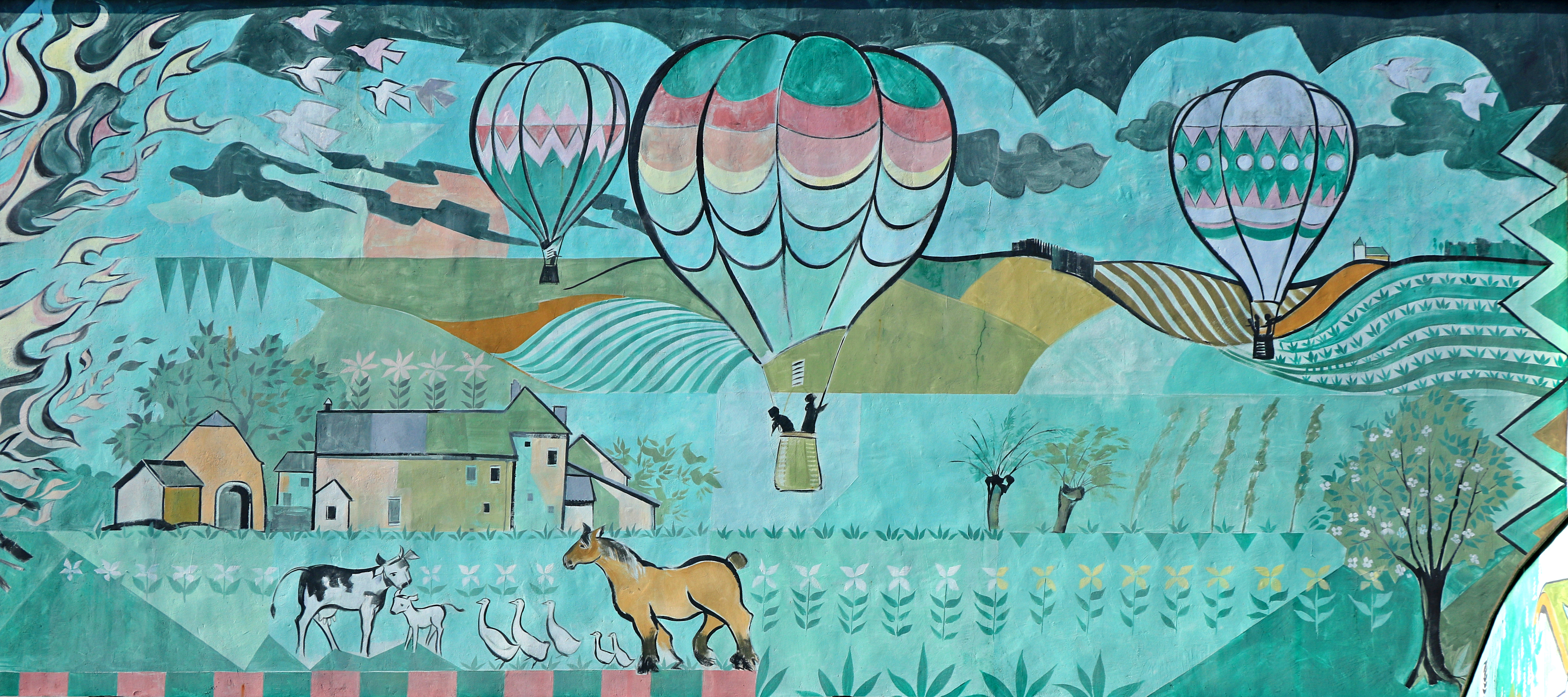
Les montgolfières de Céroux.
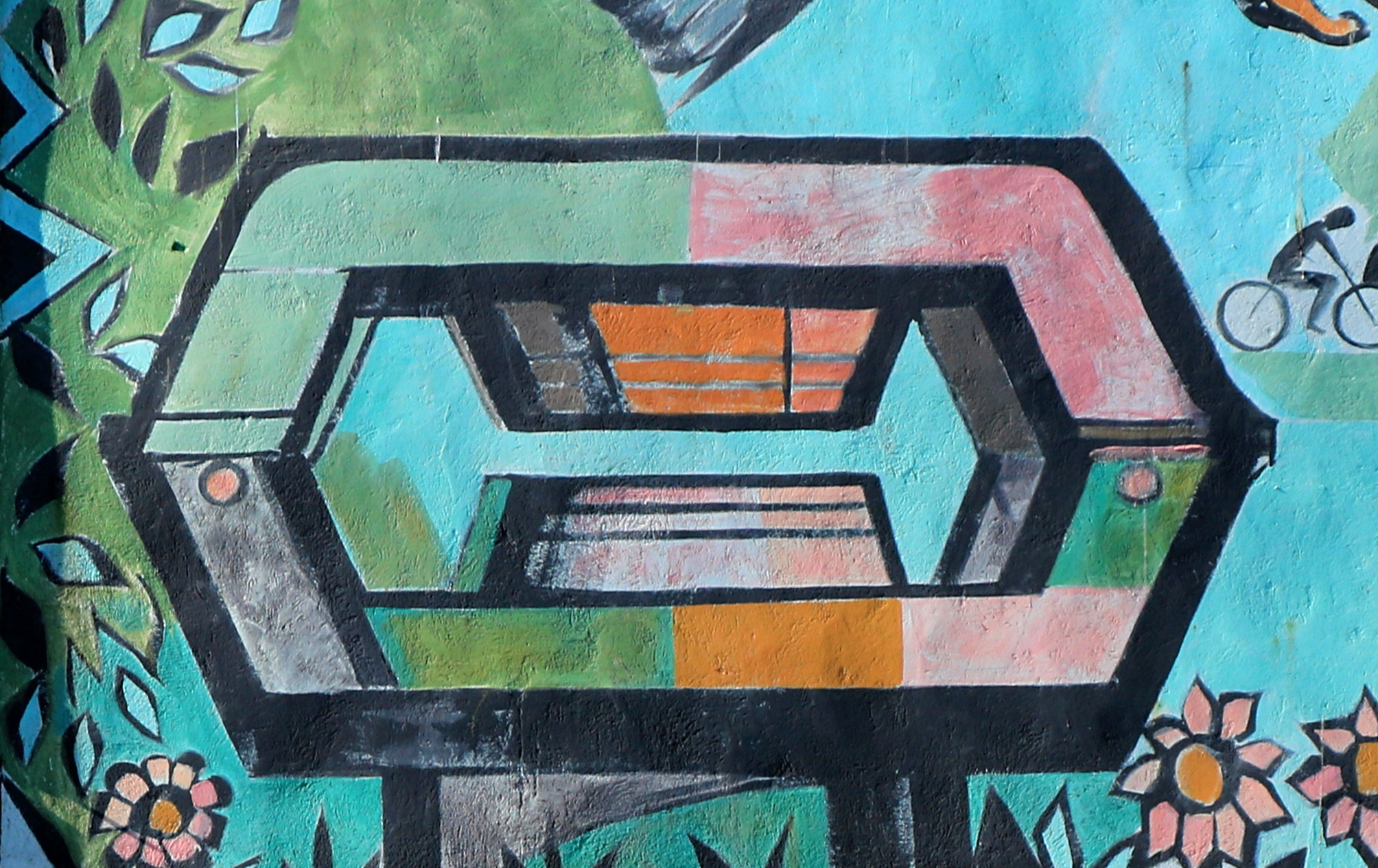
Le cœur du premier cyclotron belge (1947) exposé à Louvain-la-Neuve.

#### Pan de mur secondaire
Le petit pan de mur perpendiculaire au mur principal illustre les liens qui unissent la Ville d'Ottignies-Louvain-la-Neuve aux villes de Jassans-Riottier en France, Veszprém en Hongrie, Drăgănești en Roumanie et Masaya au Nicaragua par le biais des jumelages ou de pactes d'amitié. On y reconnait la silhouette de l'église Notre-Dame de l'Assomption (La Asunción) de Masaya, ainsi que des paysans hongrois et roumains en tenue traditionnelle.

Évocation des villes jumelées.
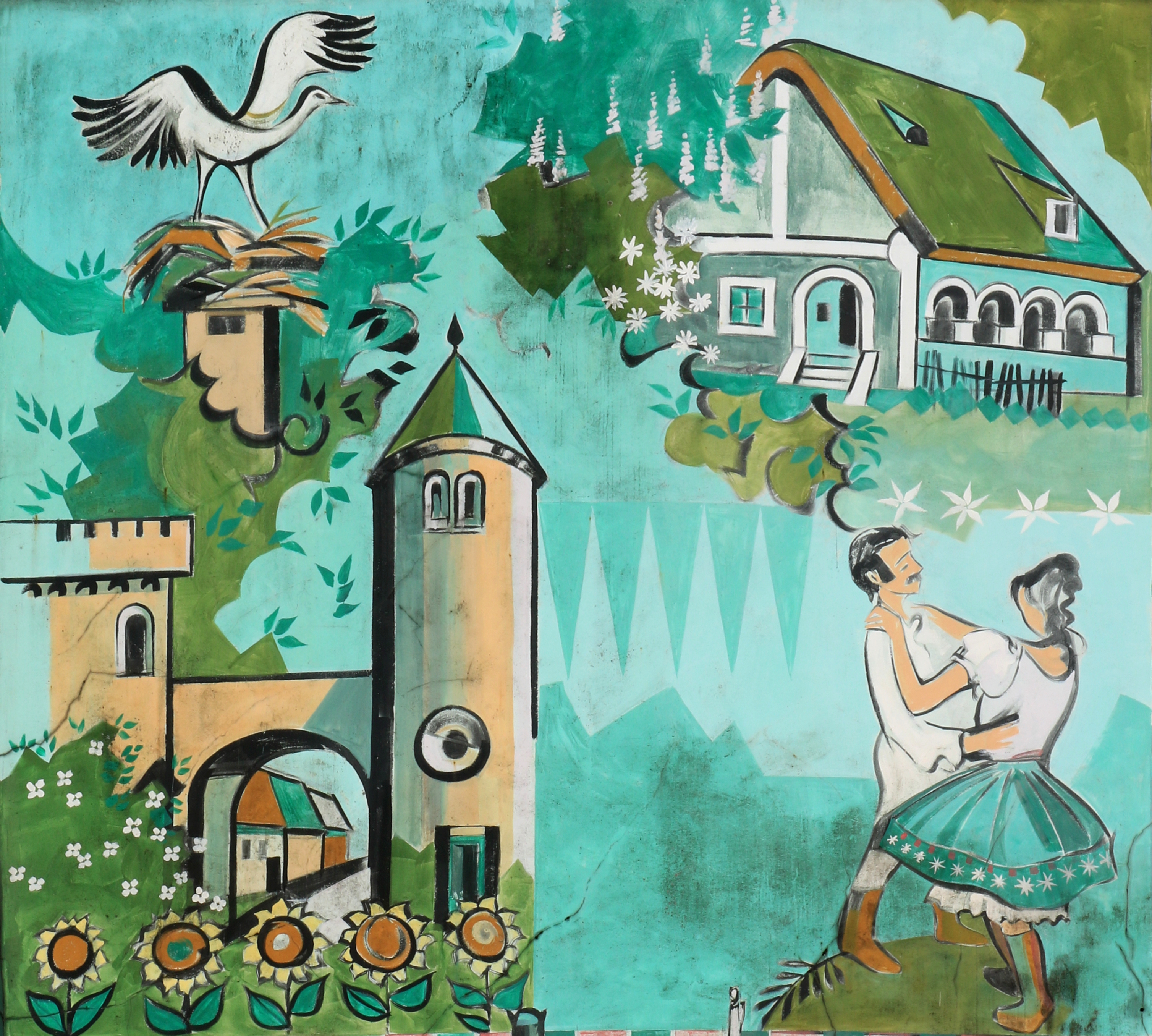
La France et Jassans-Riottier.
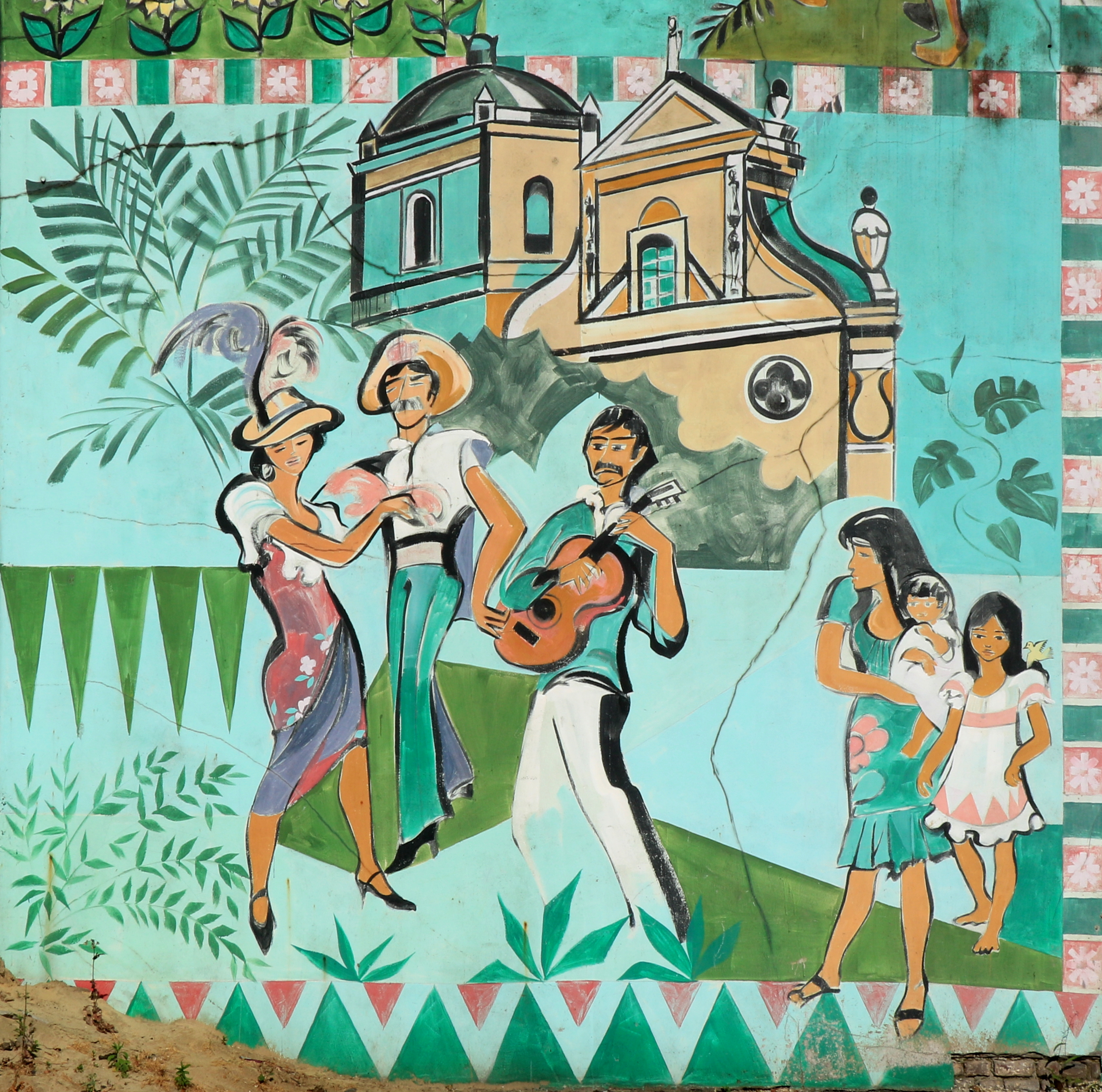
Masaya.
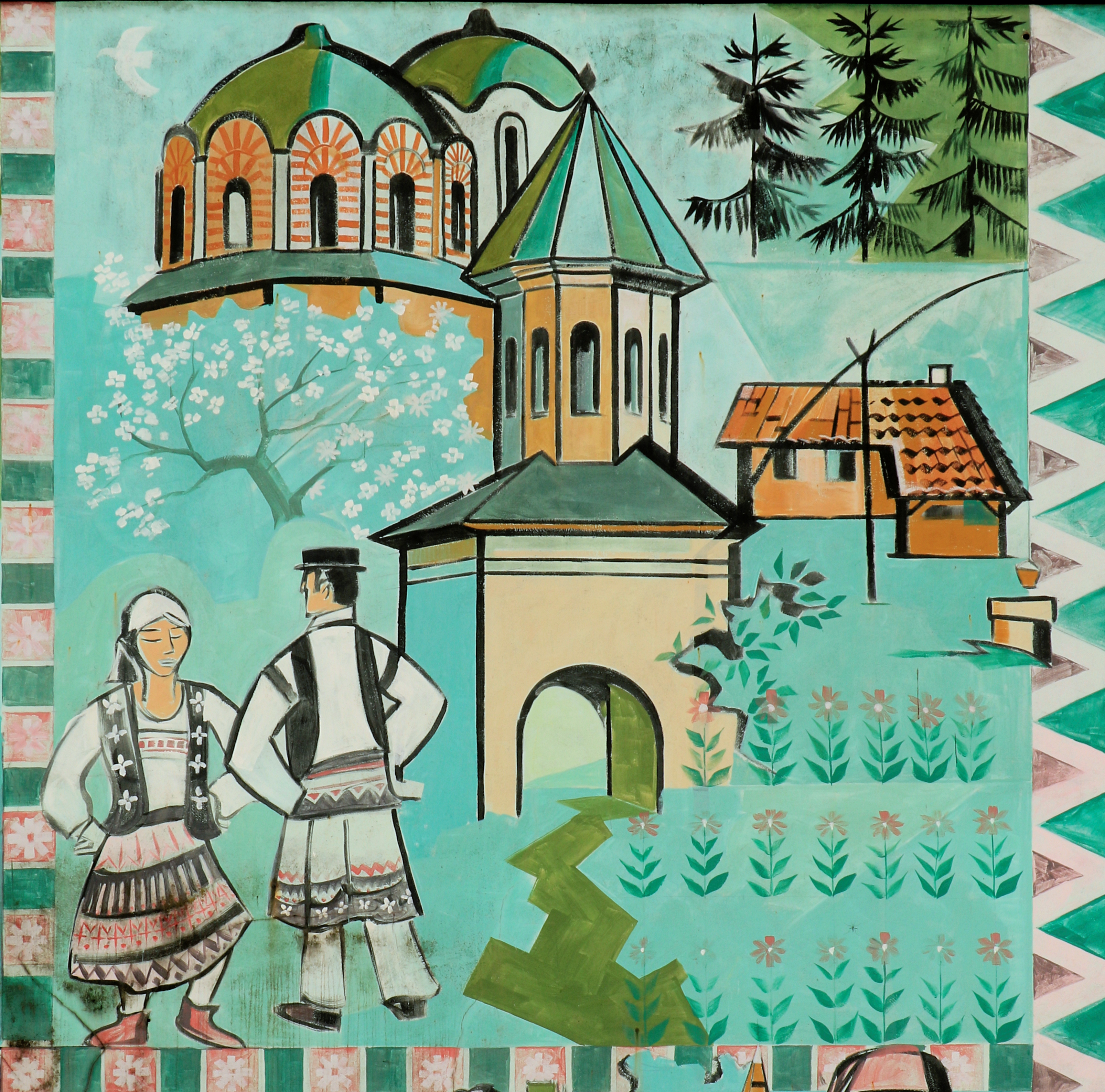
Paysans hongrois.
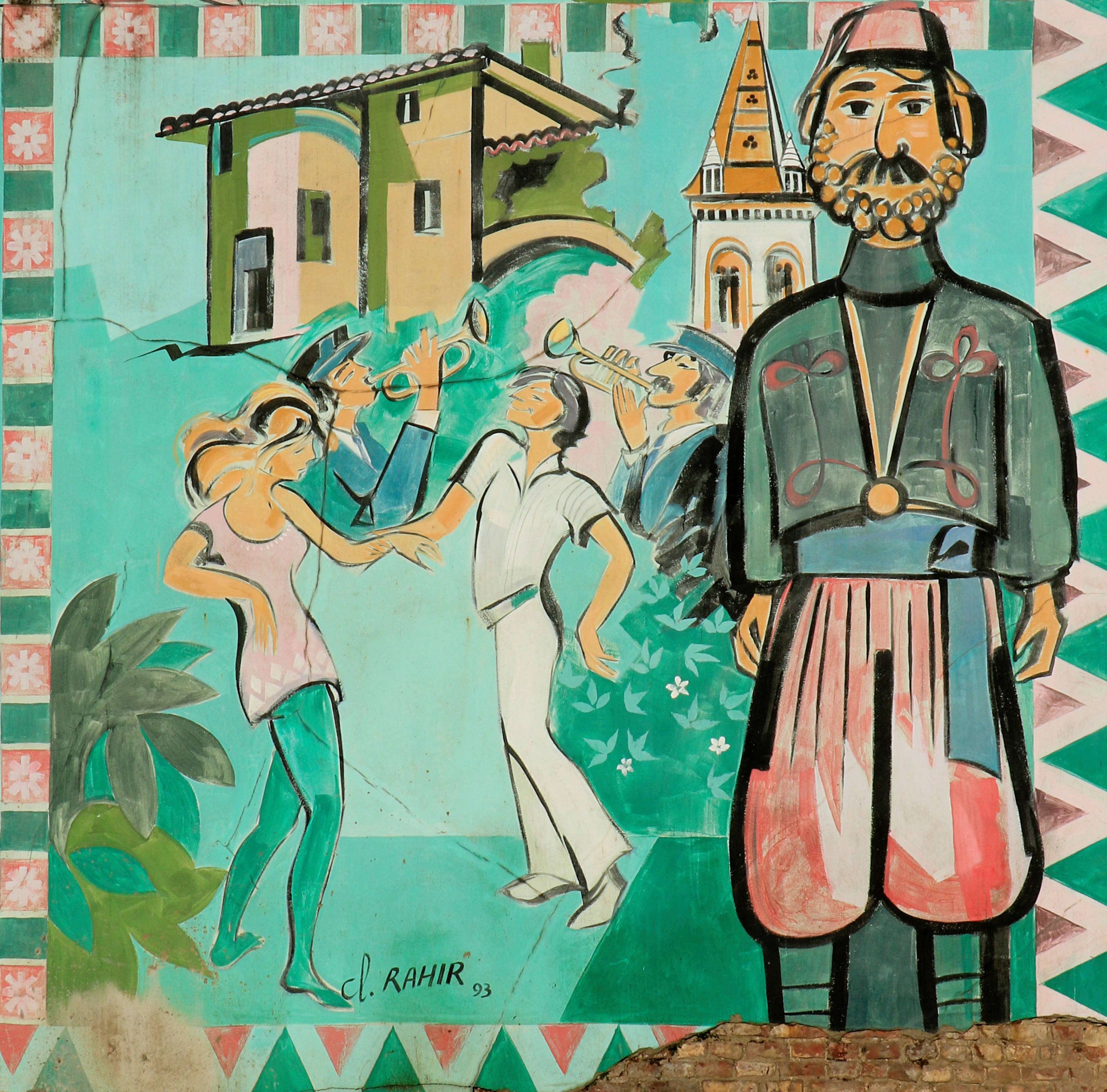
Paysan roumain.